# Федерален канцлер (Германия)
Вижте пояснителната страница за други значения на Федерален канцлер.
Федералният канцлер на Германия (на немски: Bundeskanzler, букв. Бундесканцлер) е ръководителят на правителството във Федерална република Германия, избиран от Бундестага.
Канцлерът формира правителството и ръководната линия на политиката му. По протокол се нарежда трети след президента и председателя на Бундестага. След 1949 г. това е най-високата длъжност в изпълнителната власт на Германия.
От 6 май 2025 г. канцлер на Германия е Фридрих Мерц. 
Относно историческата употреба на позицията „канцлер“ виж също: Канцлер на Германия и Списък на германски канцлери от 1867 г. до днес.

## Списък на федералните канцлери на Германия (от 1949 г. до момента)
|    | картинка | име                 | встъпил в длъжност | напуснал длъжността | партия                      |
| 1  |          | Конрад Аденауер     | 15 септември 1949  | 16 октомври 1963    | Християндемократически съюз |
| 2  |          | Лудвиг Ерхард       | 16 октомври 1963   | 1 декември 1966     | Християндемократически съюз |
| 3  |          | Курт Георг Кизингер | 1 декември 1966    | 21 октомври 1969    | Християндемократически съюз |
| 4  |          | Вили Бранд          | 21 октомври 1969   | 7 май 1974          | Социалдемократическа партия |
| 5  |          | Валтер Шел          | 7 май 1974         | 16 май 1974         | СДП                         |
| 6  |          | Хелмут Шмит         | 16 май 1974        | 1 октомври 1982     | Социалдемократическа партия |
| 7  |          | Хелмут Кол          | 1 октомври 1982    | 27 октомври 1998    | Християндемократически съюз |
| 8  |          | Герхард Шрьодер     | 27 октомври 1998   | 22 ноември 2005     | Социалдемократическа партия |
| 9  |          | Ангела Меркел       | 22 ноември 2005    | 8 декември 2021     | Християндемократически съюз |
| 10 |          | Олаф Шолц           | 8 декември 2021    | 6 май 2025          | Социалдемократическа партия |
| 11 |          | Фридрих Мерц        | 6 май 2025         | понастоящем         | Християндемократически съюз |